# Scott Forstall
Scott Forstall, né en 1969 à dans l'État de Washington, est un ingénieur et producteur américain, connu notamment pour avoir dirigé chez Apple les premières équipes du développement logiciel de l'iPhone et de l'iPad. Il a également été le Senior Vice-Président d'iOS sous la direction de Steve Jobs, puis Tim Cook, de 2007 à 2012.
Par la suite, il a coproduit les pièces de théâtre Fun Home (récompensé par un Tony Awards) et Eclipsed avec son épouse.

## Éducation
Scott Forstall grandit dans une famille de la classe moyenne américaine dans le Comté de Kitsap, à Washington, il a deux frères et est le fils de Jeanne, une infirmière libérale, et de Tom Forstall, un ingénieur. Son frère Bruce est également ingénieur logiciel et design chez Microsoft.
Diplômé de l'université Stanford en 1991 avec un diplôme en systèmes symboliques, il reçoit, l'année suivante, son diplôme d'ingénieur en informatique, également à Stanford. Pendant son séjour à l'université de Stanford, Forstall était un membre de la fraternité Phi Kappa Psi.

## Carrière

### Chez NeXT puis chez Apple
Forstall rejoint en 1992 l'entreprise d'informatique de Steve Jobs, NeXT. Lors du rachat de NeXT et le retour de Steve Jobs chez Apple en 1997, Forstall est alors chargé de la conception des interfaces utilisateur des nouveaux Macintosh. Il est considéré par ailleurs comme l'un des premiers architectes du système d'exploitation Mac OS X ainsi que l'interface utilisateur Aqua. En janvier 2003, il est promu Senior Vice-Président et il gérera durant cette période la conception du navigateur web Safari.
En 2006, Forstall devient responsable de Mac OS X, avant d'être nommé Senior Vice-Président d'iOS. Il était décrit comme étant celui qui « a dirigé l'équipe logicielle mobile d'iOS comme sur des roulettes, il était largement respecté pour sa capacité à exécuter des tâches sous pression ».
Lors de la « Let's talk iPhone », événement de lancement de l'iPhone 4S, il est monté sur scène pour présenter la technologie de reconnaissance vocale du téléphone, Siri, qui a été initialement développé par SRI International.
Il a été entre 2007 et 2012 le Senior Vice-Président d'iOS pour l'iPhone, l'iPad et l'iPod touch (interface utilisateur, applications, framework et système d'exploitation).

### Départ d'Apple
En 2012, la sortie d'iOS 6 a été une période très difficile pour Apple et Scott Forstall. L'application Apple Maps (Apple Plans dans la version française), nouvellement introduite et entièrement conçue en interne par Apple par les équipes de Forstall, a été critiquée pour son manque de développement, ses erreurs et son manque de détails. De plus, l'application Horloge utilisait un design basé sur l'horloge suisse des chemins de fer, marque déposée, pour laquelle Apple n’avait aucune licence, obligeant Apple à payer aux chemins de fer suisses une indemnité déclarée de 21 millions de dollars. En octobre 2012, Apple avait annoncé pour le troisième trimestre des résultats dans lesquels les revenus et les bénéfices avaient progressé moins que prévu, un deuxième trimestre consécutif au cours duquel la société n'avait pas répondu aux attentes des analystes.
Le 29 octobre 2012, soit plus d'un an après le décès de Steve Jobs et l'arrivée de Tim Cook à la tête de l'entreprise, Apple annonce dans un communiqué de presse « que Scott Forstall quitterait Apple [en 2013, ndlr] et servirait de conseiller au PDG Tim Cook entre-temps ». Les tâches de Forstall ont été réparties entre quatre autres dirigeants d’Apple, obligeant l'entreprise à effectuer un remaniement important. Il est remplacé par Jonathan Ive pour la partie design d'iOS, Craig Federighi pour la partie ingénierie et Eddy Cue pour les services Apple Maps et Siri.
Jon Rubinstein, alors prédécesseur de Scott Forstall chez Apple, expliquait que ce dernier, après la mort du PDG emblématique de l'entreprise Steve Jobs en 2011, essayait de contester le pouvoir de Tim Cook afin d'être un challenger compétitif pour la direction d'Apple. L'échec du lancement d'Apple Maps, le refus de Forstall d'en assumer la responsabilité ainsi que les autres raisons évoquées précédemment ont conduit Tim Cook à décider du départ de Scott Forstall.

### Reconversion dans le théâtre
Après son départ d'Apple en 2012, Scott Forstall n'a pas apparu en public durant plusieurs années. Un rapport publié en décembre 2013 indiquait qu'il s'était concentré sur les voyages, conseillait les œuvres de bienfaisance et donnait des conseils informels à certaines petites entreprises ou startups [33].
Le 17 avril 2015, Forstall a publié son premier tweet, relevant alors qu'il était un coproducteur d'une comédie musicale à Broadway intitulée Fun Home. [34] Il s'agissait de sa première apparition publique depuis son départ d'Apple en 2012. Le 7 juin 2015, la comédie musicale produite par Forstall avait remporté cinq prix aux Tony Awards.
Il a également travaillé par la suite comme conseiller auprès de Snap Inc., l'entreprise derrière l'application populaire Snapchat.
Le 20 juin 2017, Forstall a donné sa première interview publique après avoir quitté Apple. Il a été interviewé au Computer History Museum par John Markoff à propos de la création de l'iPhone à l'occasion du 10e anniversaire de son lancement commercial. [37]
En janvier 2019, il donna de nouveau une interview à des étudiants lors d'un débat « Philosophy Talk : Creative Life » à la Stuyvesant High School de New York, il explique pourquoi il a décidé de se lancer dans le théâtre : « je savais que j'adorais le théâtre mais je ne savais pas si j'avais une quelconque chance de réussir dans ce milieu, ce fut une énorme prise de risques ». Il expliqua également que les ingénieurs et développeurs d'Apple s'intéressaient beaucoup à la philosophie et à la littérature : « Les superstars dans les équipes qui ont créé l'iPhone, OS X ou l'iPad étaient celles qui avaient des connaissances très larges, qui avaient étudié la littérature, la philosophie, la psychologie… des disciplines qui ont rendu ces personnes exceptionnelles. Même pour fabriquer un produit technologique et même en dehors du cadre de la technologie il y a des domaines qui requièrent cet éventail de connaissances ». Enfin, il termina la conférence en mettant en garde les jeunes contre l'envahissement des téléphones dans nos vies : « Je pense que l'iPhone est un outil. Cependant, je vois aussi que cela a permis aux gens d'établir des relations sociales. Mais ça crée également ces espaces d'isolement qui détruisent beaucoup de choses. Et c'est beaucoup plus inquiétant, mais je pense que vous pouvez créer quelque chose et qu'il y aura de bonnes et de mauvaises utilisations. Nous devons nous sentir moralement responsables pour que nos produits soient créés et utilisés de manière éthique ».